# Конка
Конка (на украински: Конка, Кінські Води) е река в Украйна, ляв приток на Днепър, протичащ през Запорожка област. Дълга е 146 километра и има водосборен басейн от 2,580 квадратни километра. По течението на река Конка се намират градовете Пологи, Орихив и други. 
Името е адаптация на кримскотатарското име на реката, Илки Су, което означава вода на дивите коне.
При устието на реката се е намирало имението на бейлербей и военачалник на Златната орда Мамай.  През XVIII век реката е служила за граница между Руската империя и Османската империя.